# Sora-myeon
Sora-myeon (koreanska: 소라면) är en socken i stadskommunen Yeosu i provinsen Södra Jeolla, i den södra delen av Sydkorea, 315 km söder om huvudstaden Seoul.